# Descent: Legenden der Finsternis
Descent: Legenden der Finsternis (englisch Descent: Legends of the Dark) ist ein Brettspiel aus dem Fantasybereich. Das Spiel gehört zu dem Typ Dungeoncrawler und wird in Deutschland von Asmodee Deutschland vertrieben. Thematisch ist das Spiel im selben Universum wie Descent: Die Reise ins Dunkel angesiedelt, stellt aber ein eigenes Spiel dar, welches nicht mit Reise ins Dunkel kompatibel ist.